# Nozjaj-Jurt

Nozjaj-Jurt (ryska Ножай-Юрт) är en ort i Tjetjenien, Ryssland. Folkmängden uppgick till 6 744 invånare vid folkräkningen 2010.